# Dzud

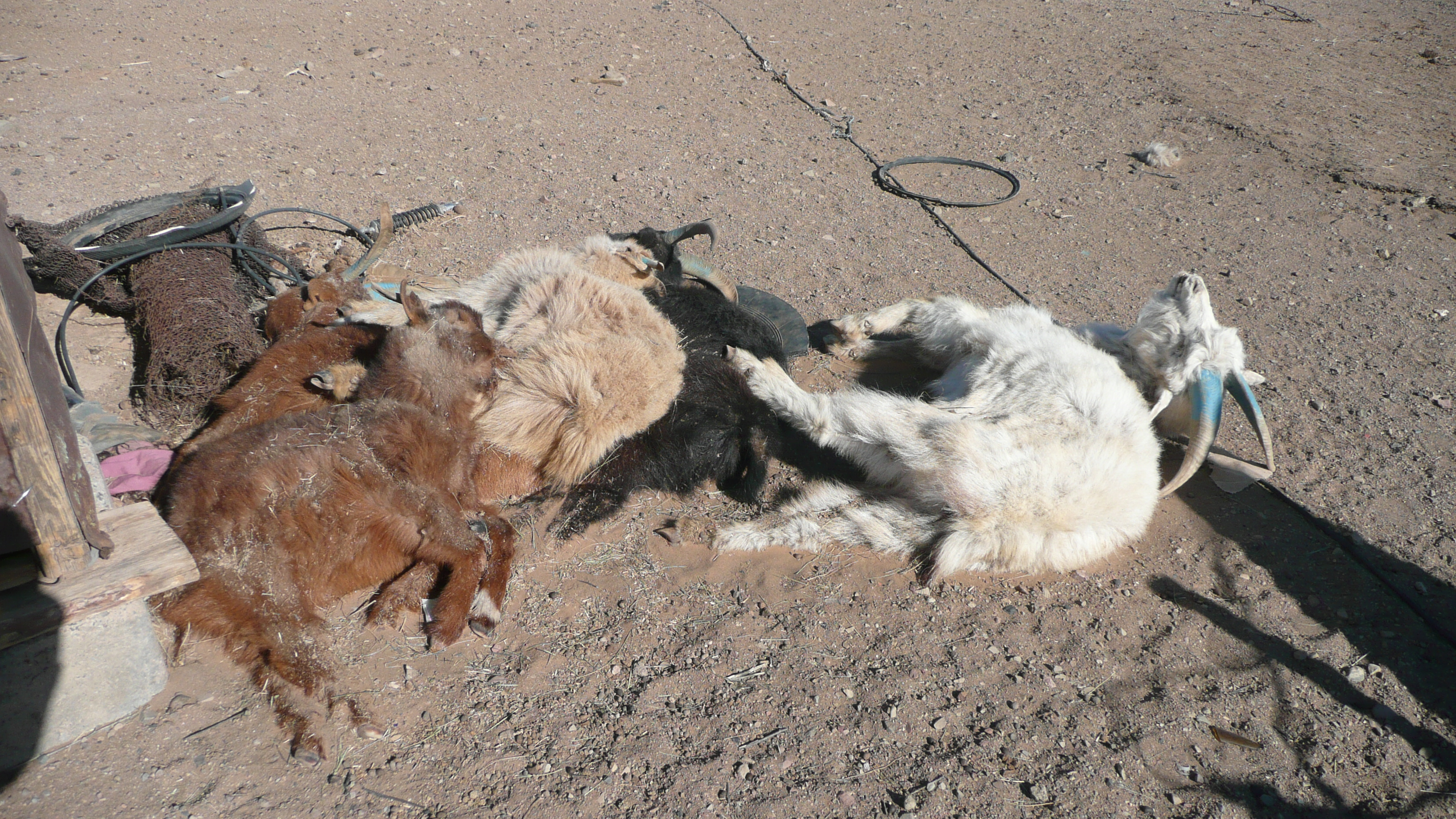
Getter som dog till följd av en dzud. Gobiöknen, mars 2010.

Dzud (mongoliska: зуд), dzhut, zhut, djut eller jut (kazakiska: жұт, kirgiziska: жут, ryska: джут) är en periodisk klimatkatastrof i stäpp, halvöken och öken. Den kopplas främst samman med Mongoliet men även Centralasien i övrigt (inklusive Kazakstan, Uzbekistan, Turkmenistan, Tadzjikistan och Kirgizistan). Under en dzud dör ett stort antal boskap, främst på grund av svält, efter att de inte kunnat beta på grund av särskilt svåra klimatförhållanden. 
Det finns två huvudsakliga typer av Dzud, beroende på de speciella klimatförhållandena. På vintern kan det inträffa en vit dzud genom en ogenomtränglig isskorpa, och på sommaren kan det ske på grund av torka, en svart dzud. Den bokstavliga översättningen av det kazakiska ordet 'жұт' är "slukare".
En tredjedel av Mongoliets befolkning är helt beroende av djurhållning för sin försörjning. Jordbruket bidrar till 80 procent av landets jordbruksproduktion och 11 procent av landets BNP. En hårt drabbande dzud kan orsaka en ekonomisk kris och livsmedelsosäkerhet i landet.